# Eifelheim
Eifelheim (titre original : Eifelheim) est un roman de science-fiction de Michael F. Flynn, publié en 2006 aux États-Unis, puis en France en 2008. Il a été proposé au prix Hugo du meilleur roman 2007. Ce roman est basé sur une nouvelle éponyme de 1986 qui a été proposée pour le prix Hugo du meilleur roman court 1987.

## Résumé
En 1349, Eifelheim, un village de la Forêt-Noire en Allemagne, a disparu : il n’apparaît plus sur les cartes et aucun document ne le mentionne. Selon toute apparence il a été abandonné. Cette disparition n’est pas un mystère dans la mesure où la Peste noire a dévasté l’Europe et tué 30 à 50 % des européens en cinq ans. Mais pourquoi cet endroit n’a-t-il pas été repeuplé à l’instar d’autres villages dépeuplés ? Ce mystère intrigue l’historien cliométrique Tom Schwoerin, qui essaie de résoudre l’énigme avec son partenaire Sharon Nagy, un physicien théoricien. Ils arrivent progressivement à une évidence : un véhicule extraterrestre s’est écrasé dans cette zone.
Le toponyme du village était à l’origine Oberhochwald puis Teufelheim (« maison du diable » en allemand), qui a évolué en Eifelheim. Ils découvrent aussi l’existence du père Dietrich, prêtre qui officiait dans le village alors que la peste noire commençait à ravager l’Europe médiévale. Il semble que Dietrich a été le premier ambassadeur de l’humanité et le premier intermédiaire entre Eifelheim et les extraterrestres dont l’épave du vaisseau gît dans un bois à l’écart du village.
Le roman traite en premier lieu d’une rencontre de troisième type au XIVè siècle et plus particulièrement du rapport entre Dietrich, un érudit chrétien adepte d’Aristote et de la métaphore et la technologie avancée, post-einsteinienne des voyageurs extraterrestres. Cette relation induit deux nouvelles questions théologiques. La réponse à la première, « les extraterrestres peuvent-ils devenirs chrétiens ? », est positive dans la mesure où plusieurs se convertissent. La réponse à la seconde, « où est Dieu alors que tout va mal ? », est plus complexe à la fois pour les allemands et les extraterrestres. Les allemands sont frappés par la peste noire alors que les extraterrestres sont immunisés. Ils ne peuvent cependant pas retourner chez eux car leur vaisseau est sévèrement endommagé, leur survie est également en péril, pour vivre ils ont besoin pour cela d’un acide aminé qui n’est pas présent dans les organismes terrestres, des symptômes de dégénérescence ne tardent pas à apparaître. La réponse à la question a deux aspects : il y a toujours de l’espoir et l’amour de Dieu nous est exprimé par l'amour désintéressé de nos semblables. La curiosité de Dietrich pour les connaissances des extraterrestres (dont l’appréhension du système solaire et de la gravité est sensiblement différente de la sienne) et leurs tentatives pour lui transmettre sont aussi un thème important du roman.
Guillaume d'Ockham est un personnage secondaire du roman. L'ambition de Nagy de découvrir de lois physiques qui induiraient de nouvelles possibilités de voyage spatial est facilitée par la quête de Schwoerin. Dans un manuscrit, il découvre en effet un étrange diagramme circulaire dessiné par des moines...